# Rat za neovisnost Mozambika
Rat za neovisnost Mozaibika (port. Guerra da Independência de Moçambique, u Mozambiku Luta Armada de Libertação Nacional) bio je portugalski kolonijalni rat i oružani sukob između gerilaca Fronte oslobođenja Mozambika FRELIMO-a (Frente de Libertação de Moçambique) i portugalskih oružanih snaga. Službeno izbijanje rata je 25. rujna 1964. godine napadom na posto administrativo Chai u okrugu (danas provinciji) Cabu Delgadu To je bio još jedan portugalski kolonijalni rat nakon rata za neovisnost Angole koji je izbio tri godine prije. Završio je primirjem 8. rujna 1974. potpisanim nakon što je nekoliko mjeseci prije u Portugalu bila revolucija karanfila i završio pregovorima kojima je izborena neovisnost 25. lipnja 1975. godine. Dvije godine poslije izbio je građanski rat.

## Vanjske poveznice
- Guerra Colonial: 1961–1974  Arhivirana inačica izvorne stranice od 24. listopada 2008. (Wayback Machine) Povijesne stranice o portugalskom kolonijalnom ratu (port.)
- Službene stranice FRELIMA (Mozambik)
- Time magazine, Dismantling the Portuguese Empire  Arhivirana inačica izvorne stranice od 23. srpnja 2013. (Wayback Machine) (eng.)